# Hôtel d'Ardena
L'hôtel d'Ardena est un hôtel particulier du XVIIe siècle située à Ille-sur-Têt, dans le département français des Pyrénées-Orientales.

## Description
L'hôtel d'Ardena est bâti sur un plan rectangulaire autour d'une cour intérieure, l'entrée depuis la rue se faisant sur la façade sud décorée par un portail en marbre. L'hôtel lui-même comprend à l'origine un rez-de-chaussée et deux étages. Les fenêtres de la façade sont ornées de linteaux en marbre et d'encadrements en harpe, eux aussi en marbre. La cour est pavée de petits galets, et donne accès à une galerie à colonnettes sur le côté nord, ainsi qu'à un escalier sur le côté ouest menant à une autre galerie au premier étage.

## Histoire
La construction de cet hôtel particulier est attribuée à Josep d'Ardena, alors vicomte d'Ille, vers 1650.
Propriété privée, l'hôtel d'Ardena fait l’objet d’une inscription au titre des monuments historiques depuis le  21 décembre 1984.

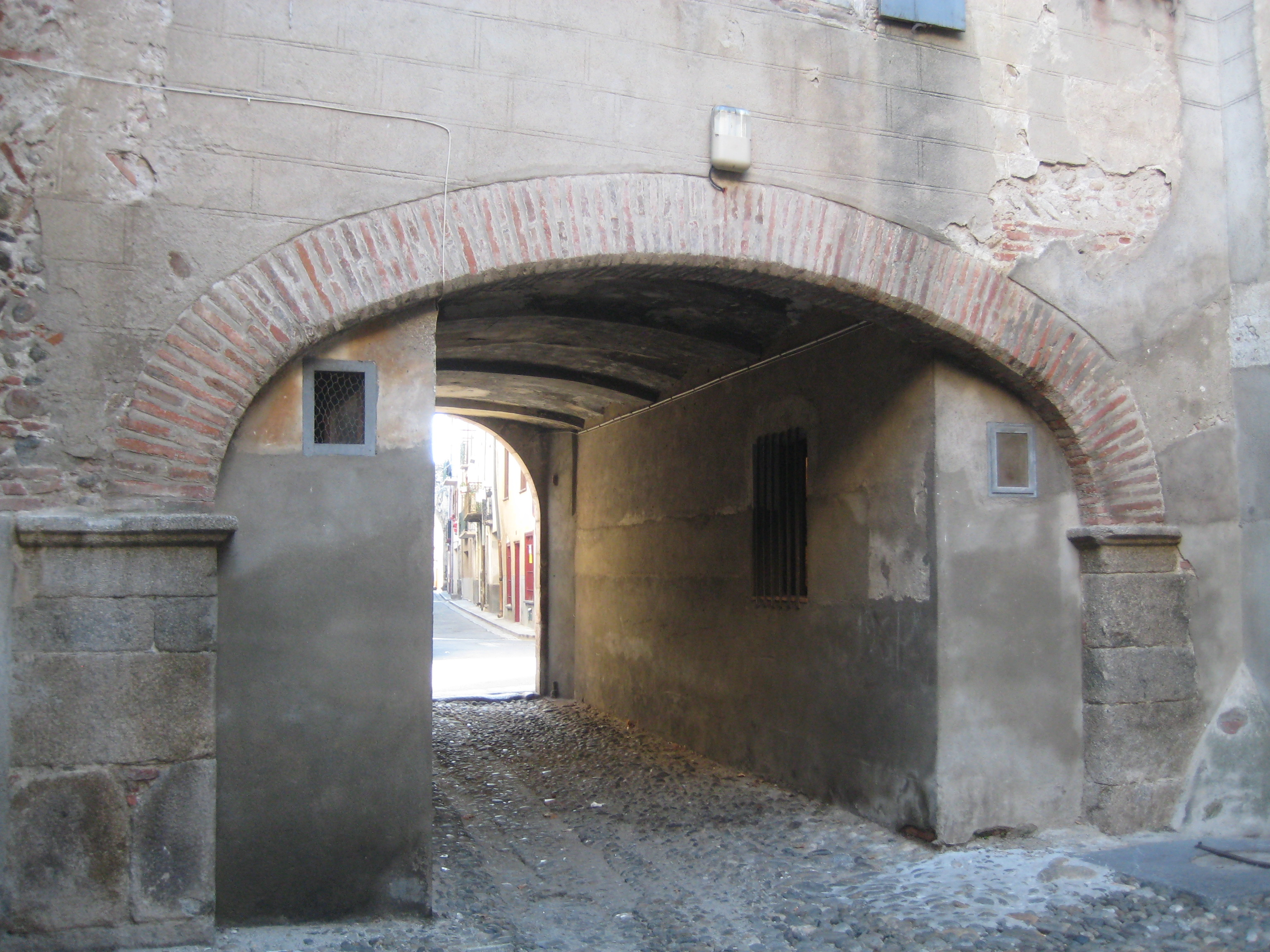
L'intérieur du porche.
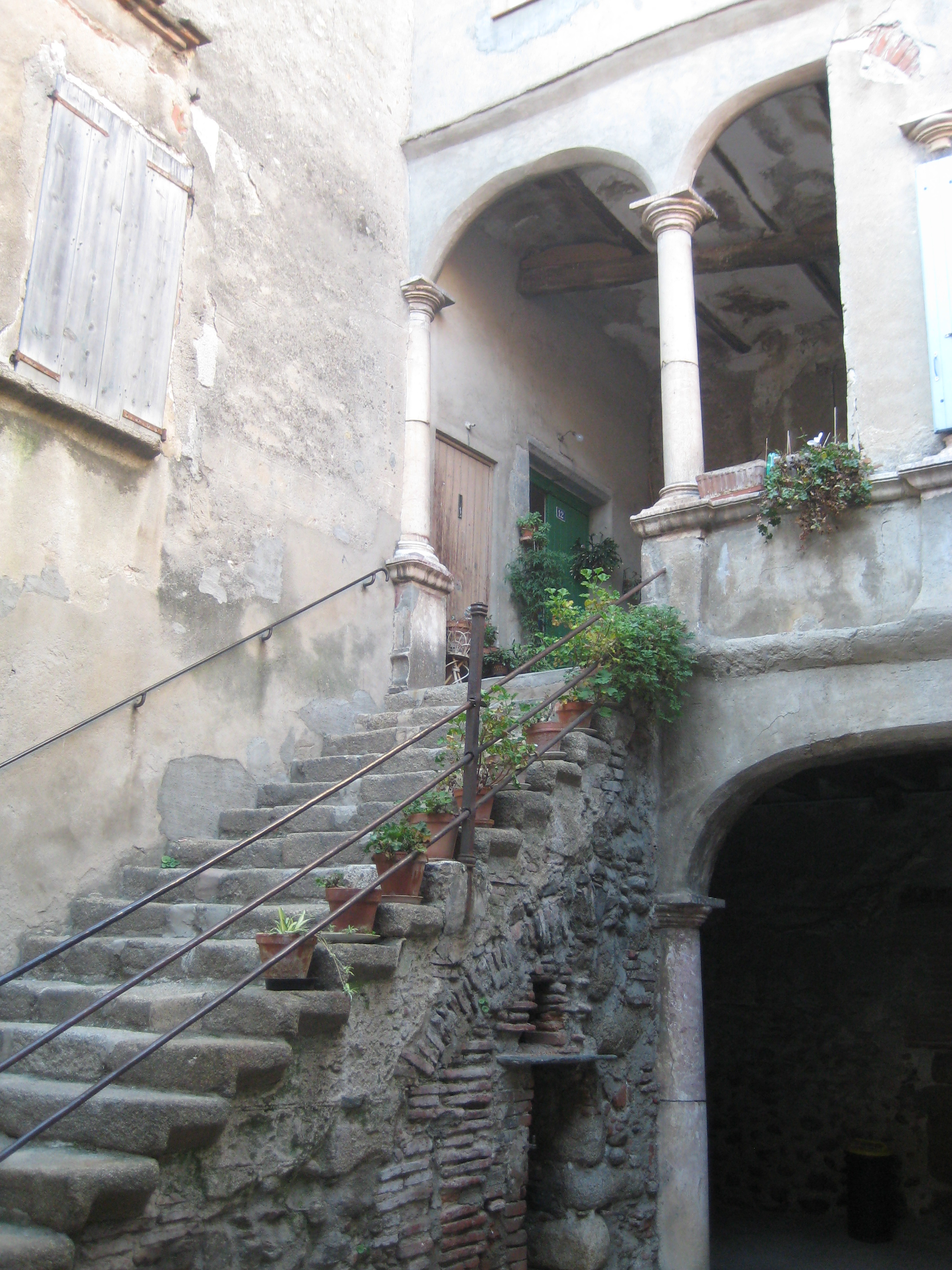
L'escalier dans la cour.